# West Jordan
West Jordan város az Amerikai Egyesült Államok Utah államában, Salt Lake megyében. Lakosainak száma 116 961 fő (2020. április 1.).

## Népesség
A település népességének változása:

| 2010 | 103 712 |
| 2020 | 116 961 |